# تفشي الطاعون في مدغشقر 2014
تفشي الطاعون في مدغشقر 2014 تم التعرف على أول حالة طاعون في مدغشقر يوم 31 أغسطس 2014، وقد توفت الحالة يوم 3 سبتمبر من نفس العام. مما جعل السلطات في مدغشقر لتنبه منظمة الصحة العالمية في بداية شهر نوفمبر لأخذ الاجراءات اللازمة.

## اعلان الوباء
أعلنت منظمة الصحة العالمية عن وفاة 40 شخص في أقل من ثلاثة أشهر، بسبب تفشي الطاعون الدبلي، مع 119 حالة مؤكدة للمرض، والتي أعلن عنها في مدغشقر منذ أواخر أغسطس. مما جعل الخبراء يخشون من مخاطر انتشار العدوى بشكل سريع. كما أن 2% من هذه الحالات المسجلة على الجزيرة الواقعة في المحيط الهندي، مصابة بالطاعون الرئوي، الذي يُعد واحد من أكثر الأمراض المعدية فتكًا والذي يمكن أن يقتل الشخص في غضون 24 ساعة. قالت منظمة الصحة العالمية إنها لم توصي بأي قيود على التجارة أو السفر استنادًا إلى المعلومات المتوافرة.

## الاجراءات
شُكلت قوة وطنية خاصة تضم جميع ممثلي القطاع الصحي في مدغشقر، وذلك لمكافحة المرض بمساعدة من منظمة الصحة العالمية، أما الدعم المالي فقد قدم من قبل البنك الأفريقي للتنمية.